# الفيل الأزرق 2 (فلم)
الفيل الأزرق 2  هو فيلم دراما وغموض مصري صدر سنة 2019، من إخراج مروان حامد، وكتابة أحمد مراد، وإنتاج تامر مرسي، ومن بطولة كريم عبد العزيز، وهند صبري، ونيللي كريم، وإياد نصار، وشيرين رضا. تبدأ أحداث الجزء الثاني من الفيلم بعد خمس سنوات من أحداث الجزء الأول، حيث يتزوج الدكتور يحيى من لبنى، ويتم إستدعاءه لقسم الحالات الخطرة 8 غرب حريم، ويلتقي هناك بمن يتلاعب بحياته وحياة أسرته، ليستعين يحيى بحبوب الفيل الأزرق في محاولة منه للسيطرة على الأمور وحل الألغاز التي تواجهه.
حقق الفيلم أعلى الإيرادات في موسم عرضه عيد الأضحى 2019، وأعلى الإيرادات في تاريخ السينما المصرية بمبلغ 103 مليون جنيه مصري.
وهو الجزء الثاني من فيلم الفيل الأزرق، ورابع تعاون سينمائي بين المخرج مروان حامد والكاتب أحمد مراد بعد أفلام: الفيل الأزرق، والأصليين، وتراب الماس.

## القصة
تنطلق أحداث الجزء الثاني بعد خمس سنوات من أحداث الجزء الأول، حيث يبتعد الدكتور يحيى راشد عن مجال الطب النفسي ويعمل كمدير علاقات عامة في إحدى الشركات. يعيش حياة مستقرة رفقة زوجته لبنى وأبنائه هانيا وزياد، إلى أن يتم استدعاؤه من قبل المدير الجديد لقسم 8 غرب حريم بمستشفى العباسية، الدكتور أكرم رياض، للاستشارة بشأن مريضة في جناح الحالات الخطرة تدعى فريدة عبيد. فريدة طلبت الدكتور يحيى بالاسم ورفضت التحدث مع غيره.
عند وصوله إلى المستشفى، يستقبله الدكتور أكرم ويشرح له حالة فريدة، التي دخلت المستشفى بعد قتلها لزوجها وابنتها، حيث ادعت أنها لم تكن في وعيها أثناء ارتكاب الجريمة. يتساءل الدكتور يحيى عن سبب طلب فريدة له بالتحديد، وبعد مقابلتها داخل غرفة العزل بسبب اعتدائها على إحدى زميلاتها في الغرفة، يبدأ الحديث بينهما. يدرك الدكتور يحيى أن فريدة تحت سيطرة العفريت نائل، الذي كان يظن أنه قد قضى عليه سابقًا، ولكن نائل يُصرح من خلال فريدة أنه عاد أقوى وأنه سينتقم من عائلة الدكتور يحيى خلال ثلاث ليالٍ.
أثناء الحديث مع فريدة، يُدخل نائل الدكتور يحيى في حالة من الهلوسة. وعندما يستعيد وعيه، يعتذر للدكتور أكرم ويخبره أنه لن يستطيع مساعدته في حالتها. وفي وقت لاحق من ذلك اليوم، تبدأ أحداث غريبة بالوقوع في منزل الدكتور يحيى، ليكتشف أن نائل بدأ بتنفيذ تهديداته. خلال الأيام الثلاثة التالية، يقع الدكتور يحيى في مواقف صعبة، وتصبح حياة عائلته في خطر، ما يدفعه إلى العودة إلى المستشفى والعزم على القضاء على نائل مهما كلفه الأمر.
يستعين الدكتور يحيى بحبوب الفيل الأزرق التي تساعده في الوصول إلى مناطق خفية في عقله. وفي حالة الهلوسة، يعود الدكتور يحيى إلى الماضي حيث يرى أن ملكة الغجر كانت عرافة وشريرة، خانت زوجها مما دفعه لحبسها. لكن شبح نائل تملك جسدها، حررها من قيدها، ودفعها لقتل زوجها وابنتها. يدرك الدكتور يحيى أن نفس الأمر حدث مع فريدة، فيبدأ في جمع الأدلة حول تعويذة قد تساعده.
يتوجه الدكتور يحيى إلى منزل فريدة ليكتشف أن نائل قد هرب من المستشفى، وجاء لمواجهته. هناك، يخوض معركة نفسية ضد نائل في محاولة لكسر سيطرته على فريدة. باستخدام تعويذة خاصة، يتمكن من تحرير فريدة من سيطرة نائل، ويطبق النار عليه مرة أخرى. رغم ذلك، تموت فريدة متأثرة بجراحها. يعود الدكتور يحيى إلى عائلته، فيستأنف حياته ويظن أنه قد انتهى من المعركة.
في مشهد النهاية، يستيقظ الدكتور يحيى ليكتشف أنه قد مر وقت طويل منذ الأحداث الأخيرة. فيذهب لأخذ حمام، وعندما ينظر إلى ذراعه، يلاحظ وشم نائل مرسومًا عليها، ما يشير إلى أن نائل قد سيطر على جسد الدكتور يحيى هذه المرة.

## طاقم التمثيل
- كريم عبد العزيز بدور يحيى راشد[5][6]
- هند صبري بدور فريدة عبيد
- نيللي كريم بدور لبنى الكردي
- إياد نصار بدور أكرم رياض
- شيرين رضا بدور ديجا
- تارا عماد بدور ميرميد
- أحمد خالد صالح بدور زوج الغجرية
- تامر هاشم بدور السلطان
- مروان يونس بدور جو
- محمود جمعة بدور والد السلطان
- رانيا الملاح بدور فتاة البرتيتا
- مها أبو عوف بدور والدة فريدة
- ولاء الشريف بدور هبة
- خالد الصاوي بدور شريف الكردي (ضيف شرف)
- رمزي لينر (ضيف شرف)

## التسويق
تم الكشف عن الإعلان الرسمي للفيلم من على موقع اليوتيوب  في 10 يونيو 2019، وتخطى الفيديو 15 مليون مشاهدة خلال 24 ساعة.

## وصلات خارجية
- مقالات تستعمل روابط فنية بلا صلة مع ويكي بيانات